# 永順太氏
永順太氏（ヨンスンテし、えいじゅんだいし、朝鮮語: 영순태씨）は、朝鮮の氏族。本貫は慶尚道尚州永順面（現在の慶尚北道聞慶市永順面）。2015年の韓国の国勢調査によると、4,626人がいる。高麗中期以降に大氏を太氏に改姓したことがあるため、永順大氏とも。
始祖は、渤海国滅亡後、高麗に帰化した靺鞨族の大金就（太金就）。ただし、現在の永順太氏一族は初代渤海王の大祚栄の父・太仲象を始祖とし、太金就を中始祖として祀っている。

## 概要
李氏朝鮮後期に編纂された『永順大氏族譜』によると、一世祖は上将軍・兵馬元帥として永川君に封じられた太雄成の息子・太金就で、都始祖・太仲象の18世孫である。『陜渓太氏族譜』によると、太金就は高麗高宗の時、金郊でモンゴル帝国軍を撃退したため大将軍となり、その後永順君に封じられ、尚州郡北面林下村に定居し、その子孫の一部は陜渓太氏として分立した。また、他には南原太氏、羅州太氏、密陽太氏もあるが、全て永順太氏と陜渓太氏から分籍したものである。特に陜渓太氏は全羅北道の任実と沃溝などに集居しており、南原太氏は現在の北朝鮮に多く住んでいる。
本貫の永順に関しては、『高麗史』巻五七地理志二慶尚道尚州牧条に「諺伝，州北面林下村人姓太者，捕賊有功，陞其村，為永順県」と記し、それを『増補文献備考』巻五二帝系考・付氏族・太氏条に「高麗時，永順部曲民，有太姓者，捕賊有功，陞部曲為県」と記しており、林下村は部曲と推測される。高麗時代の部曲あるいは所は、地方行政制度の一環をなす行政区画であるが、郡県の下に隷属し、住民全体が国家の課した特定の役を世襲的・集団的に義務づけられた政治的、社会経済的に低い境遇におかれ、金、銀、銅、鉄、磁器、瓦、炭・墨、紙、紬、絹、茶、ショウガ、ワカメ、塩、魚類などの物品の生産・貢納が義務づけられていた。
北村秀人は、「記録に現われる当時の大氏の実例をみると、いずれの時期の亡命者の場合も、高麗での政治的、社会経済的な地位・境遇は、どちらかというと、低く劣ったものであったことが窺える」と指摘している。

## 集姓村
- 慶尚北道慶山市南川面松栢里渤海村[4]